# Oliarnîkî, Jovkva
Oliarnîkî (în ucraineană Оліярники) este un sat în comuna Nova Kameanka din raionul Jovkva, regiunea Liov, Ucraina.

## Demografie
Componența lingvistică a localității Oliarnîkî
     Ucraineană (100%)
Conform recensământului din 2001, toată populația localității Oliarnîkî era vorbitoare de ucraineană (100%).